# 東スラヴ語群

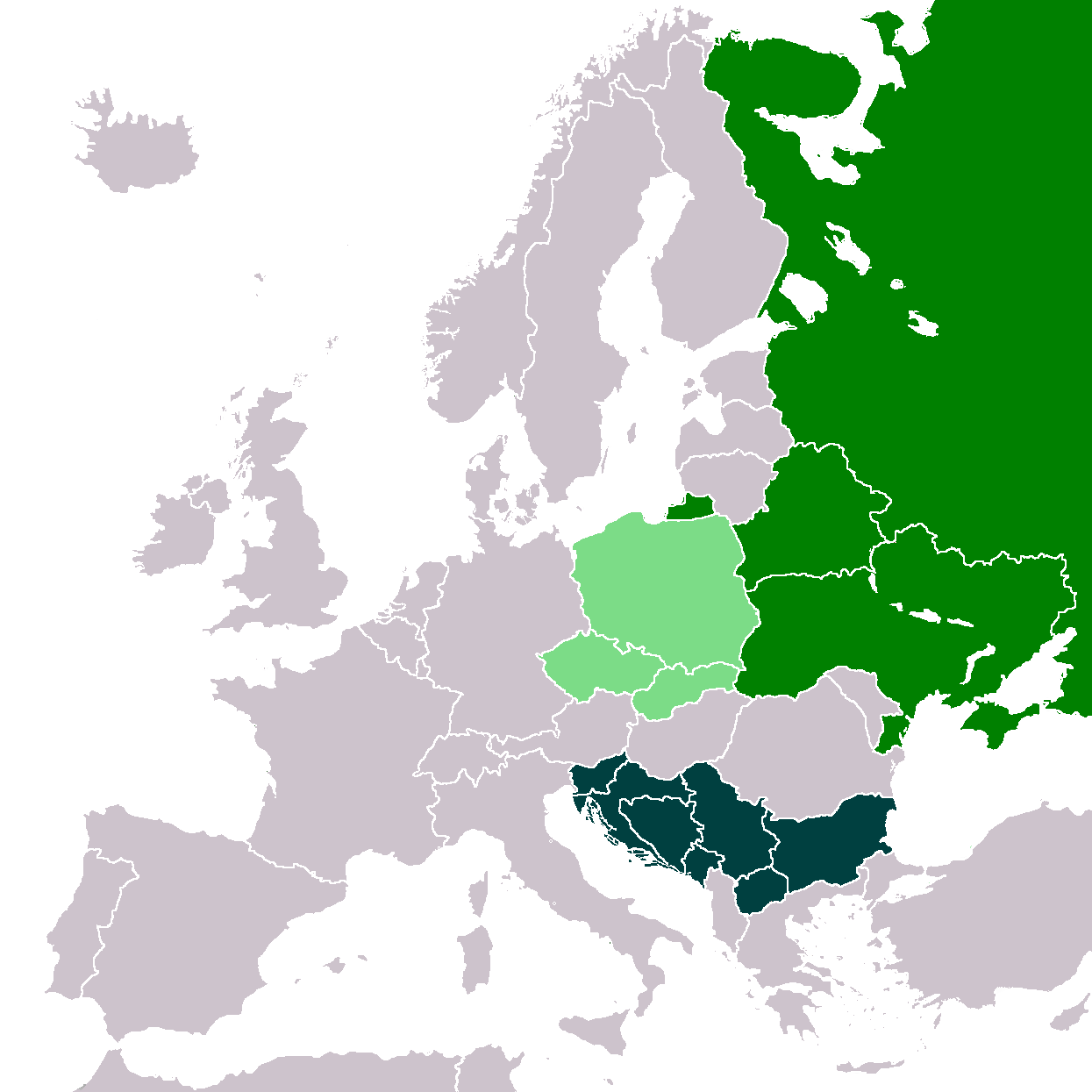
西スラヴ語が公用語の国
東スラヴ語が公用語の国
南スラヴ語が公用語の国

東スラヴ語群（）は、インド・ヨーロッパ語族バルト・スラヴ語派のスラヴ語派を形成する一派。東ヨーロッパから北東アジアにまで分布する。話者人口はおよそ2億1000万人で、スラヴ語派内で最大のグループを形成している。

## 系統樹的分類
- インド・ヨーロッパ語族
  - バルト・スラヴ語派
    - スラヴ語派
      - 東スラヴ語群
        - 古東スラヴ語
        - 古ノヴゴロド方言
        - 古ルーシ語（消滅；古ルテニア語、古東スラヴ語、古ウクライナ語、古ベラルーシ語、古ロシア語とも呼ばれる）
          - ルーシ語（消滅；ルテニア語、古ウクライナ語、古ベラルーシ語、西ロシア語とも呼ばれる）

        - ルテニア語
        - ウクライナ語
        - ルシン語（スロヴァキア東部パンノニア・ルシン語、ポーランド東南部、ハンガリー東部、およびウクライナ南西部に分布。ウクライナ語の方言の一つとして分類されることもある）
        - ベラルーシ語
        - ロシア語

## 歴史

### 波動的影響
関連：バルト語、ポーランド語、ドイツ語